# 粘液性肿瘤

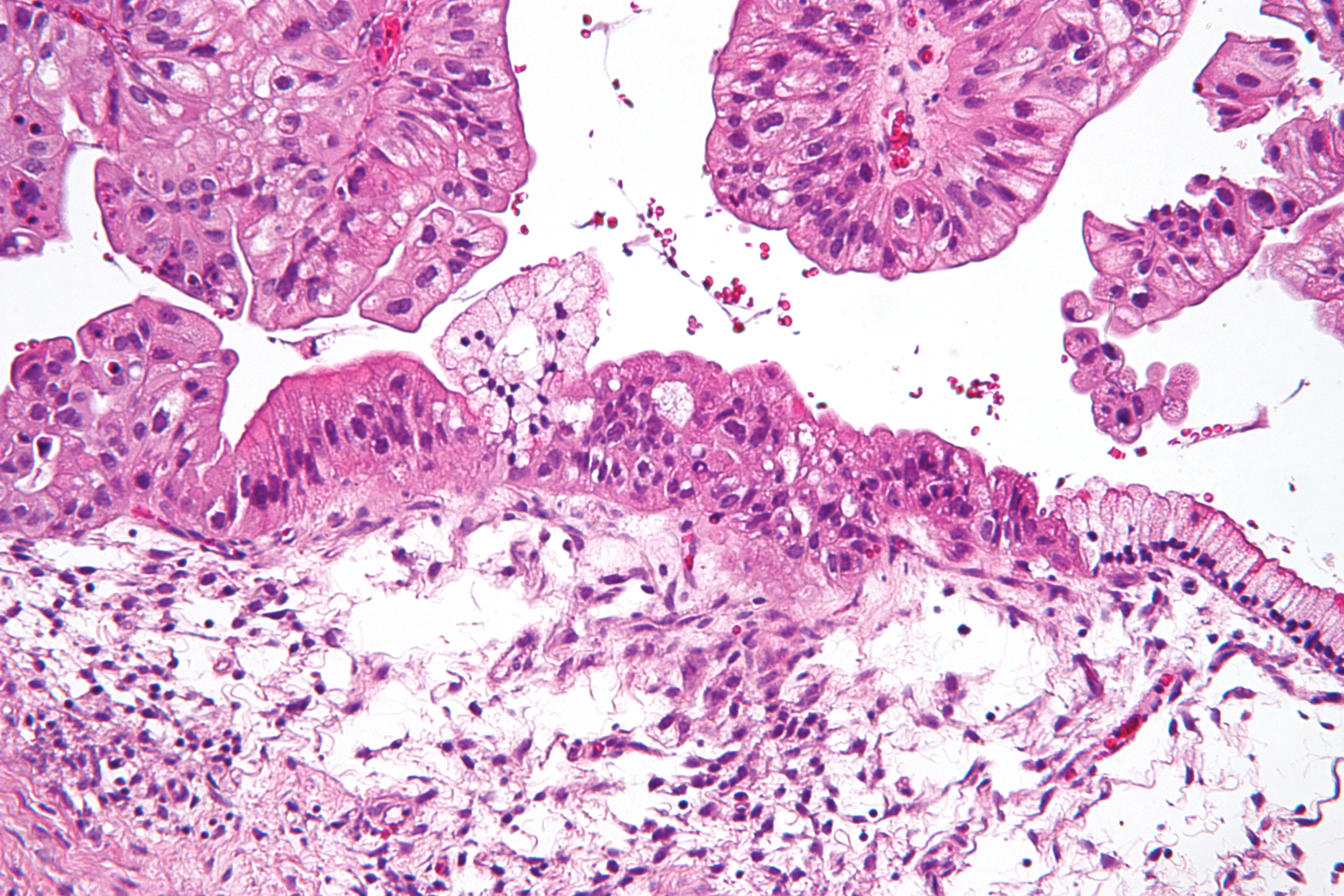
显微镜下的卵巢粘液性肿瘤

粘液性肿瘤（英語：Mucinous tumors），是一类卵巢肿瘤下的表面上皮间质肿瘤，约占全部卵巢肿瘤的36%。大概75%的病例是良性肿瘤，10%是交叉性肿瘤，15%是恶性肿瘤。极少情况下，肿瘤病发于双侧卵巢，只有5%的良性粘液性肿瘤是双侧肿瘤。